# 13093 Вольфгангпаулі
13093 Вольфгангпаулі (13093 Wolfgangpauli) — астероїд головного поясу, відкритий 21 вересня 1992 року.
Тіссеранів параметр щодо Юпітера — 3,231.
Названо на честь Вольфганга Паулі (нім. Wolfgang Ernst Pauli, 1900 — 1958) — фізика-теоретика ХХ сторіччя, одного з піонерів квантової фізики. Лауреат Нобелівської премії присудженої йому за відкриття принципу виключення, який було названо його ім'ям.